# Patrizia Arnaboldi
Patrizia Arnaboldi (Milano, 27 novembre 1946 – Milano, 1º luglio 2025) è stata una politica italiana.

## Biografia
Proveniente dal Partito di Unità Proletaria, negli anni Ottanta fece parte della direzione nazionale di Democrazia Proletaria nelle cui file si candidò a consigliere regionale alle elezioni del 1985 in Lombardia ottenendo 2008 preferenze senza essere eletta.
Nel 1987 venne eletta alla Camera dei deputati per la X Legislatura. A Montecitorio fu membro dell'ufficio di presidenza e svolse anche il ruolo di capogruppo dal luglio 1989 fino al luglio 1991; fu inoltre membro della Commissione Cultura, scienza e istruzione. Dopo lo scioglimento di DP confluì in Rifondazione Comunista, partito di cui fece parte fino alla fine della sua vita. Assieme ad altre donne del partito sperimentò spazi e pratiche di autonomia di genere, dando vita all'esperienza del Forum delle donne del PRC.
In Lombardia ricoprì per anni il ruolo di Presidente del Collegio di Garanzia Regionale del PRC. Fu anche coordinatrice del circolo di Rifondazione Comunista Rosa Luxembourg di Milano.
Patrizia Arnaboldi morì a Milano il 1º luglio 2025 all'età di 78 anni.

## Vita privata
Fu sposata col leader di DP Mario Capanna.